# Parasemia cespitis
Parasemia cespitis là một loài bướm đêm thuộc phân họ Arctiinae, họ Erebidae.